# Station Lesięcin
Station Lesięcin is een spoorwegstation in de Poolse plaats Lesięcin.